# Henri IV d'Avaugour
Henri IV d'Avaugour est né vers 1280 et mort le 1er février 1334, Seigneur d'Avaugour en Goëllo, et baron de Mayenne.

## Biographie
Fils d'Henri III d'Avaugour et de Marie de Brienne. Seigneur d'Avaugour en Goëllo. L'union de sa fille aînée Jeanne avec le frère du duc de Jean III de Bretagne  permit le reconstitution de l'apanage de Penthièvre. Il épouse en 1305 la fille de Jean II d'Harcourt (mort en 1302) dont:
- Jeanne d'Avaugour morte le 28 juillet 1327 épouse en 1318 Guy de Penthièvre.
- Marguerite épouse d'Hervé VII de Léon mort en 1343 puis de Geoffroi des Vaux
- Isabeau épouse de Geoffroi VIII de Châteaubriant mort en 1347 puis du vicomte de Thouars, Louis Ier mort en 1370.

Il s'engagea, en 1317 avec Amaury de Craon et Jean de Vendôme, à renoncer à toute confrairie contre le duc d’Anjou. En 1312, il permet au prieur de Fontaine-Géhard de détourner le chemin qui passait devant le prieuré. 
Son testament se trouvait au chartrier de Mayenne, preuve que quelques clauses intéressaient la ville ou les établissements religieux. Il mourut après le 19 juin 1333, date d'un acte du prieuré de Saint-Ursin, où il figure. 
Il se rendait de Paris à Avignon pour rendre visite au pape. Son corps, déposé d'abord aux Cordeliers du Mans, fut inhumé dans la nécropole familiale du couvent des Cordeliers de Guingamp. 
Un débris de son sceau existe aux Archives nationales .

## Sources
- « Henri IV d'Avaugour », dans Alphonse-Victor Angot et Ferdinand Gaugain, Dictionnaire historique, topographique et biographique de la Mayenne, Laval, A. Goupil, 1900-1910 [détail des éditions] (BNF 34106789, présentation en ligne)
- Frédéric Morvan, La maison de Penthièvre (1212-1334) rivale des ducs de Bretagne, t. LXXXI, M.S.H.A.B, 2003, p. 19-54.